# Eleanor Green
Eleanor Margaret Green (5. november 1895 – 3. juli 1966) var en amerikansk født dansk prinsesse og grevinde. Hun blev den 10. juni 1924 gift med prins Viggo af Danmark og blev dermed Prinsesse Viggo, Grevinde af Rosenborg. Parret fik ingen børn.
Prinsesse Viggo virkede i Den engelske kirke i København, og efter 2. verdenskrig blev et glasmosaikvindue tilegnet hende. Hun ligger dog begravet i Roskilde Domkirke.